# Босманс, Генриетта
Генриетта Босманс (нидерл. Henriëtte Hilda Bosmans; 6 декабря 1895, Амстердам — 2 июля 1952, там же) — нидерландский композитор. Дочь Генри Босманса, виолончелиста оркестра Концертгебау, и Сары Бенедиктс.
Училась игре на фортепиано у своей матери. С 1914 года начала сочинять, занималась композицией у Корнелиса Доппера, затем у Виллема Пейпера.
В 1921 году Генриетта Босманс познакомилась с Фридой Белинфанте. С 1922 года Белинфанте и Босманс стали парой, их отношения не были секретом для друзей.
Босманс написала скрипичную сонату, скрипичный и фортепианный концерты, ряд пьес для виолончели, вокальные сочинения.
В 1948 году написала цикл песен специально для певицы Ноэми Перуджа.
Именем Генриетты Босманс в 1960 году названа улица (нидерл. Henriëtte Bosmanslaan) в роттердамском районе Моленлаанквартир. С 1994 года в Нидерландах вручается премия имени Босманс для молодых композиторов.